# Прапор Сьєрра-Леоне
Прапор Сьєрра-Леоне — один з офіційних символів держави Сьєрра-Леоне. Офіційно прийнятий 27 квітня 1961 року. Прапор складається з трьох горизонтальних рівновеликих смуг зеленого, білого і синього кольорів. Зелений колір символізує сільське господарство, гори і природні ресурси, синій — символ надії, що настануть мирні часи. Білий колір втілює єдність і законність.

## Історія
Британці вперше прибули на територію сучасної Сьєрра-Леоне в 1787 році, коли філантропи та аболіціоністи придбали 52 кв.км}} землі, розташованої неподалік від Острова Банс, для звільнених рабів. На місці поселення зараз розташований Фрітаун. У 1808 році він став колонією Великої Британії в межах її колоніальної імперії, Колонія Сьєрра-Леоне.
Під час колоніального правління Сьєрра-Леоне використовувала британський Синій прапор і обтяжений гербом території.  Емблема Сьєрра-Леоне того часу складалася з кола, на якому були зображені слон, олійна пальма та гори, а також літери «S.L.» що означає ініціали назви території. За винятком ініціалів, решта дизайну емблеми була ідентична колоніальним гербам Золотого берега, Гамбії та Колонії Лагос.  Сьєрра-Леоне отримала власний унікальний герб у 1914 році, і емблема на Блакитному прапорі була змінена, щоб відобразити цю зміну.
У 1960 році Геральдична палата розробила, а потім затвердила новий прапор і герб для Сьєрра-Леоне в очікуванні незалежності колонії наступного року. Герб був розроблений спочатку, а його переважні кольори зелений, білий і синій згодом були використані при створенні прапора.  Вперше його підняли опівночі 27 квітня 1961 року, в день, коли Сьєрра-Леоне стала незалежною країною.  Через два роки уряд прийняв закон, який забороняє «паплюжити» прапор країни, а також прапори «дружніх» країн.